# Massimo Giunti
Massimo Giunti (Pesaro, Marques, 29 de juliol de 1974) fou un ciclista italià, professional des del 1998 fins al 2010, any que fou sancionat per amb dos anys per un positiu en EPO.

## Palmarès
- 2001
  - 1r al Trittico Lombardo

### Resultats al Tour de França
- 1999. 95è de la classificació general
- 2004. Abandona (17a etapa)
- 2005. 80è de la classificació general

### Resultats al Giro d'Itàlia
- 2000. 63è de la classificació general

### Resultats a la Volta a Espanya
- 2001. 60è de la classificació general